# 以諾斯堡 (印第安納州)
以諾斯堡（英語：Enochsburg）是位於美國印地安納州富蘭克林縣的一個非建制地區。該地的面積和人口皆未知。